# Anthony Stevens
Anthony Stevens (27 de marzo de 1933) es un analista junguiano, psiquiatra evolutivo y escritor británico.

## Biografía
Graduado por la Universidad de Oxford, es doctor en Medicina y doblemente titulado en psicología. Es miembro del Royal College of Psychiatrists y miembro sénior del Independent Group of Analytical Psychologists.
Es autor de numerosos libros y artículos sobre psicología, psicoterapia, psiquiatría evolutiva y sobre la contribución de la psicología arquetípica a la sanación y mejora de la vida.

## Obra
- 1968: One of the greatest instituooshuns notes on a psychiatrist’s love affair with Babies’ Centre Metera. Clinical Pediatrics, 12, 8A–28A.
- 1971: Attachment behaviour, separation anxiety and stranger anxiety in polymatrically reared infants. In H.F. Schaffer (ed.), The Origins of Human Social Relations. Academic Press, London and New York.
- 1981: Attenuation of the mother-child bond and male initiation into adult life. Journal of Adolescence, 4, 131–48.
- 1982: Archetype: A Natural History of the Self. William Morrow & Co., New York; Routledge & Kegan Paul, London.
- 1982: Attachment and the Art of Staying in One Place. In John Apley and Christopher Ounsted, (eds), One Child. William Heinemann Medical Books, London; J.B. Lippincott Co., Philadelphia.
- 1982: Withymead and the arts in residential therapy. Harvest (London: Journal for Jungian Studies published by the Analytical Psychology Club of London), 28, 33–44.
- 1986: The Archetypes of War. In Ian W. Fenton (ed.), The Psychology of Nuclear Conflict. Coventure, London.
- 1986: Withymead: A Jungian Community for the Healing Arts. Coventure, London.
- 1989: The Roots of War: A Jungian Perspective. Paragon House, New York.
- 1990: On Jung. Routledge (hardback), London.
- 1991: On Jung. Penguin (paperback), London.
- 1991: War and Creativity. In Harry A. Wilmer (ed.), Creativity: Paradoxes and Reflections, with a Preface by Lionel Pauling. Chiron Publications, Wilmette, IL.
- 1993: The Two Million-Year-Old Self. Texas A&M University Press, College Station. Republished in paperback by Fromm International in 1997.
- 1994: Jung. Past Masters Series. Oxford University Press, Oxford. Republished in 2000 in the Very Short Introduction series.
- 1995: Private Myths: Dreams and Dreaming. Hamish Hamilton, London, and Harvard University Press, Cambridge, MA. Published in paperback by Penguin Books, London, in 1996.
- 1996: Evolutionary Psychiatry: A New Beginning. Written in collaboration with John Price. Routledge, London.
- 1997: Critical notice: a lengthy critical review of The Jung Cult and The Aryan Christ by Richard Noll. The Journal of Analytical Psychology, 42 (4), 671–89.
- 1998: Ariadne’s Clue: A Guide to the Symbols of Humankind. Princeton University Press, Princeton, NJ. Reprint. 1999. Allen Lane, London. Reprint. 2000. Penguin, London; Princeton University Press, Princeton, NJ.
- 1998: An Intelligent Person’s Guide to Psychotherapy. Duckworth, London.
- 1998: Response to P. Pietikainen. The Journal of Analytical Psychology, 43 (3), 345–55.
- 1999: On Jung, Second Edition, with a Reply to Jung’s Critics. Penguin, London, and The Princeton University Press, Princeton, NJ.
- 2000: Prophets, Cults and Madness. Written in collaboration with John Price. Duckworth, London.
- 2000: Jungian Analysis and Evolutionary Psychotherapy: An Integrative Approach. In Paul Gilbert (ed.), Genes on the Couch: Explorations in Evolutionary Psychotherapy. Routledge, London.
- 2002: Archetype Revisited: An Updated Natural History of the Self. Brunner-Routledge, London; Inner City Books, Toronto.
- 2002: Evolutionary Psychiatry: A New Beginning, Second Edition. Written in collaboration with John Price. Routledge, London.
- 2004: The Roots of War and Terror. Continuum, London.
- 2006: The Archetypes. In Renos K. Papadopoulos (ed.), The Handbook of Jungian Psychology: Theory, Practice and Applications. Routledge, London.
- 2013: The Talking Cure, in three volumes. Inner City Books, Toronto.
- 2016: Living Archetypes: the Selected Works of Anthony Stevens. Routledge, London.